# Riksväg 50
De Zweedse rijksweg 50 is gelegen in de provincies Östergötlands län, Örebro län, Dalarnas län en Gävleborgs län en is circa 466 kilometer lang. De weg ligt tussen Jönköping en Söderhamn, waarvan het eerste deel van Jönköping naar Mjölby via de E4 loopt.

## Plaatsen langs de weg
- Mjölby
- Skänninge
- Fågelsta
- Motala
- Nykyrka
- Askersund
- Kårberg
- Åsbro
- Hallsberg
- Åbytorp
- Kumla
- Mosås
- Örebro
- Hovsta
- Ölmbrotorp
- Lindesberg
- Storå
- Kopparberg
- Grängesberg
- Skeppmora
- Ludvika
- Håksberg
- Persbo
- Borlänge
- Ornäs
- Olsbacka, Åkern en Karlsvik
- Falun
- Toftbyn
- Kvarntäkt
- Enviken
- Yttertänger
- Övertänger
- Alfta
- Bollnäs
- Mohed
- Söderala
- Söderhamn

## Knooppunten
- E4, Riksväg 32: start gezamenlijk tracé (begin), bij Mjölby
- Länsväg 206 bij Skänninge
- Riksväg 32: einde gezamenlijk tracé, bij Skänninge
- in de buurt: Riksväg 32 en Riksväg 34
- Riksväg 49 bij Askersund
- Länsväg 205 bij Askersund
- E20: begin gezamenlijk tracé van 30 kilometer, bij Hallsberg
- Riksväg 52 bij Åbytorp / Hallsberg / Kumla
- Riksväg 51 bij Mosås
- E18: begin gezamenlijk tracé van 8 kilometer, bij Örebro
- E18/E20: einde gezamenlijk tracé, Riksväg 68: begin gezamenlijk tracé, bij Örebro
- Länsväg 244 naar Nora
- Länsväg 249 naar Vedevåg
- Riksväg 68: einde gezamenlijk tracé, bij Lindesberg
- Länsväg 233 bij Kopparberg
- Riksväg 63 bij Kopparberg
- Riksväg 66 bij Ludvika
- E16/Riksväg 70: start gezamenlijk tracé, bij Borlänge
- Riksväg 70: einde gezamenlijk tracé na ruim 1,5 kilometer, bij Borlänge
- Länsväg 293 bij Falun
- Riksväg 69: 500 meter gezamenlijk tracé
- E16/Riksväg 69: einde gezamenlijk tracé, bij Falun
- Länsväg 301 bij Alfta
- Riksväg 83: gezamenlijk tracé van een kilometer, bij Bollnäs
- E4 bij Söderhamn

Europese wegen:
E4 · E6 · E10 · E12 · E14 · E16 · E18 · E20 · E22 · E45 · E65
Riksvägar:
9 · 11 · 13 · 15 · 17 · 19 · 21 · 23 · 24 · 25 · 26 · 27 · 28 · 29 · 30 · 31 · 32 · 34 · 35 · 37 · 40 · 41 · 42 · 44 · 46 · 47 · 49 · 50 · 51 · 52 · 53 · 55 · 56 · 57 · 61 · 62 · 63 · 66 · 68 · 69 · 70 · 72 · 73 · 75 · 76 · 77 · 83 · 84 · 86 · 87 · 90 · 92 · 94 · 95 · 97 · 98 · 99